# Божићна јелка Беле куће
Божићна јелка Беле куће, позната и као Божићна јелка у Плавој соби, је званична јелка у затвореном простору у Белој кући. Прва божићна јелка у затвореном је постављена у Белој кући негде у 19. веку (постоје различите тврдње о тачној години), а од 1961. јелка има тематски мотив по нахођењу Прве даме Сједињених Држава.

## Историја

### Прва јелка
Постоје две тврдње о "првој" оригиналној божићној јелци Беле куће. Каже се да је председник Френклин Пирс имао прву божићну јелку у затвореном простору у Белој кући током 1850-их, на различите начине извештавано као 1853.  или 1856.  Веродостојнији извори наводе да је, у ствари, председник Беџамин Харисон имао прву јелку у затвореном (1888,  1889, или 1891). Прва дама Керолајн Харисон помогла је у украшавању дрвета, које је постављено у овалном салону на другом спрату, данашњој Жутој овалној соби. Помиње се и да је председник Џон Тајлер 1840-их био домаћин дечије забаве на којој је било божићна јелка са поклонима.

### Опште
Након Харисонове администрације, јелка у затвореном простору није увек коришћена у Белој кући. Прва дама Лу Хенри Хувер започела је традицију да председничке супруге ките јелку Беле куће првом „званичном“ божићном јелком Беле куће 1929. Прва дама Џеклин Кенеди је 1961. године започела традицију одабира теме за јелку Беле куће украшавањем мотивом Крцка Орашчића.

### Године без јелке
Како је наведено, било је година када ниједна јелка Беле куће није постављена уопште. Проверљиво је да није било божићне јелке у Белој кући 1902., 1904., 1907. и 1922. Недостатак дрвета 1902. био је због чињенице да га председник Теодор Рузвелт није наручио до 23. децембра 
Поред тога, други председници никада нису приказали јелку у Белој кући. Први амерички председник Џорџ Вашингтон је био на функцији у време када није било Беле куће, тако да је немогуће да је тамо изложио јелку. Нема доказа да је Абрахам Линколн икада изложио божићну јелку у Белој кући. Године 1922., болест прве даме Флоренс Хардинг довела је до пригушенијег прослављања Божића у Белој кући и без божићне јелке.

### Контроверзе
Године 1899. председник Вилијам Макинли примио је писма у којима се председник позива да одустане од учешћа у „навици божићне јелке“.  Писци писама, за које је Чикаго дејли трибјун приметио да су преузели „шумарски хир“, помињу „чедоморство“, наводи Трибјун. Они који су се противили дрвету у Белој кући те године такође су назвали божићно дрвце „неамеричким“ јер је то била историјски немачка традиција. Најмање једна јелка је била изложена у Белој кући те године, у кухињском одељењу, за собарице.
Критикован је избор врха јелке, атомског симбола мира, а не традиционалне звезде од стране Никсонове администрације.
Божићна јелка из 1995. тражила је украсе које су направили студенти архитектуре из читавих Сједињених Држава.  Победник конкурса Рене Спинето дизајнирао је орнамент на коме су биле две чарапе, једна са ознаком „Бил“ пуњена слаткишима и поклонима, а друга са ознаком „Њут“ пуњена угљем. Клинтонова администрација окачила је орнамент на дрво без цензуре.
У својој књизи Неограничен приступ из 1998. године, бивши агент ФБИ-ја Гери Олдрич је тврдио да је Клинтонова администрација украсила божићну јелку Беле куће из 1994. кондомима и прибором за дрогу. Џорџ Стефанопулос је књигу назвао „белетристичним делом“; називан је и „злогласним“.
Године 2008., један од украса које је дизајнирала уметница из Сијетла, Дебора Лоренс, одбијен је за уврштавање на божићну јелку у Плавој соби. Одбачени украс била је црвено-бела пругаста лопта са натписом „Impeach Bush”. Орнамент је био једини од око 370 пристиглих који је одбијен.

## Јелка

### Опис
Божићна јелка Беле куће бира се од разних узгајивача широм земље. Узгајивачи у држави Северна Каролина обезбедили су 16 стабала, више него у било којој другој држави. Држава Пенсилванија има други највећи број дрвећа за Белу кућу са 11, од 2024.  Јелка Беле куће је више пута била изложена у Плавој соби од 1961. године. Такође је повремено излагана у Улазној сали.
Генерално, постоји више од једне јелке у и око Беле куће, на пример, 1997. било их је 36 јелки, а 2008. 27 јелки.  Традиционално, дрво у Плавој соби је званично божићно дрво Беле куће. Божићна јелка Беле куће обично је висока скоро 6,1 метар и кристални лустер у Плавој соби мора бити уклоњен да би дрво одговарало просторији.  Често се висина дрвета наводи као 5,5 метара или 56 метара. Јелка Плаве собе сваке године донира Национална асоцијација за божићну јелку (НЦТА).НЦТА је донирала дрво од 1966.; бира се путем такмичења међу члановима трговинске групе.

### Званични списак (1961–2024)
| Слика | Година |
| ----- | ------ |
|       | 2024   |
|       | 2023   |
|       | 2022   |
|       | 2021   |
|       | 2020   |
|       | 2019   |
|       | 2018   |
|       | 2017   |
|       | 2016   |
|       | 2015   |
|       | 2014   |
|       | 2013   |
|       | 2012   |
|       | 2011   |
|       | 2010   |
|       | 2009   |
|       | 2008   |
|       | 2007   |
|       | 2006   |
|       | 2005   |
|       | 2004   |
|       | 2003   |
|       | 2002   |
|       | 2001   |
|       | 2000   |
|       | 1999   |
|       | 1998   |
|       | 1997   |
|       | 1996   |
|       | 1995   |
|       | 1994   |
|       | 1993   |
|       | 1992   |
|       | 1991   |
|       | 1990   |
|       | 1989   |
|       | 1988   |
|       | 1987   |
|       | 1986   |
|       | 1985   |
|       | 1984   |
|       | 1983   |
|       | 1982   |
|       | 1981   |
|       | 1980   |
|       | 1979   |
|       | 1978   |
|       | 1977   |
|       | 1976   |
|       | 1975   |
|       | 1974   |
|       | 1973   |
|       | 1972   |
|       | 1971   |
|       | 1970   |
|       | 1969   |
|       | 1968   |
|       | 1967   |
|       | 1966   |
|       | 1965   |
|       | 1964   |
|       | 1963   |
|       | 1962   |
|       | 1961   |